# Парк кладбища Каламая
Парк кла́дбища Ка́ламая (эст. Kalamaja kalmistupark) — парк в Таллине, столице Эстонии. Создан на месте ликвидированного в 1964 году кладбища Каламая. Расположен в микрорайоне Каламая городского района Пыхья-Таллинн, возле улицы Тёэстузе. С 1993 года является природоохранным объектом. 6 мая 2004 года распоряжением Правительства Эстонии внесён в перечень охраняемых парков Таллина. Площадь парка — 6,7 га.

## Кладбище Каламая
Кладбище было основано в XV—XVI веках. Первые письменные сведения об этом месте относятся к 1561 году, когда здесь было похоронено около двух тысяч шведских солдат. Это было одно из старейших кладбищ за пределами Старого города. Изначально здесь хоронили балтийских шведов и балтийских немцев, живших в районе Ревеля, затем стали хоронить эстонцев-католиков. В XVIII веке кладбище Каламая было местом захоронения приходов церкви Святого Духа и Шведской церкви Святого Михаила. На протяжении веков здесь было захоронено большое число людей, в частности с 1842 по 1902 год — более 30 тысяч. С большой вероятностью здесь был захоронен Бальтазар Руссов, так как он жил неподалёку.  
Площадь кладбища составляла 6,4 га.  
Кладбище было закрыто после присоединения Эстонии к СССР, в 1941 году.

## Создание парка
Несмотря на закрытие кладбища, захоронения там продолжались вплоть до 1950-х годов. В 1962 году было издано распоряжение о расчистке кладбища под парк, и в 1964 году получивший это задание таллинский завод «Вольта», расположенный через дорогу от кладбища, приступил к его выполнению. Было произведено несколько перезахоронений останков, в частности, прах музыканта Яна Тамма 25 июля 1960 года был перезахоронен на кладбище Метсакальмисту. 
В 1991 году правительство города организовало конкурс на эскизный проект кладбищенского парка-некрополя, но проект-победитель не был реализован.
В 2007 году городскими властями вновь было инициировано возведение общественного парка на месте бывшего кладбища. Это решение было в целом одобрено и тогдашним старейшиной района Пыхья-Таллинн Энно Таммом (Enno Tamm), который семь лет проработал археологом, и родственники которого были в своё время похоронены на кладбище Каламая. Создание парка было завершено в 2009 году.
Парк имеет относительно ровную площадь, и его пересекает сеть пешеходных дорожек. Он ограничен частично двухметровым забором из металлических шестов, частично — деревянным штакетником той же высоты. Доступ в парк осуществляется через шесть ворот для пешеходов и одни ворота для автомобилей. Возле надвратной башни, в районе, где исторически находился дом смотрителя кладбища, построена детская площадка. Установлены два фонтана. Газоны парка украшают тюльпаны и крокусы, здесь также произрастают пролеска и гусиный лук. Под аркой ворот расположен интерактивный инфокиоск, где можно получить обзор истории бывшего кладбища, посмотреть старые фотографии и ознакомиться со списками захороненных. 
Парк является природоохранным объектом, его площадь составляет 6,7 га. Надвратная башня-колокольня бывшего кладбища (памятник архитектуры) сохранилась до наших дней; она была отреставрирована в 2009 году. Сегодня в её стенах размещена экспозиция надгробных камней, которые раньше стояли на здешних могилах. Тут же установлено интерактивное информационное табло с историей места.
Территория вокруг парка с конца 2000-х годов стремительно развивается. В непосредственной близости от парка, на месте бывшего завода «Вольта», бывшего машиностроительного завода им. Лауристина и бывшего Балтийского судоремонтного завода возводятся новые офисно-жилые кварталы города — «Вольта» (Volta kvartal) и «Ноблесснер» (Noblessneri Kvartal).

## Галерея

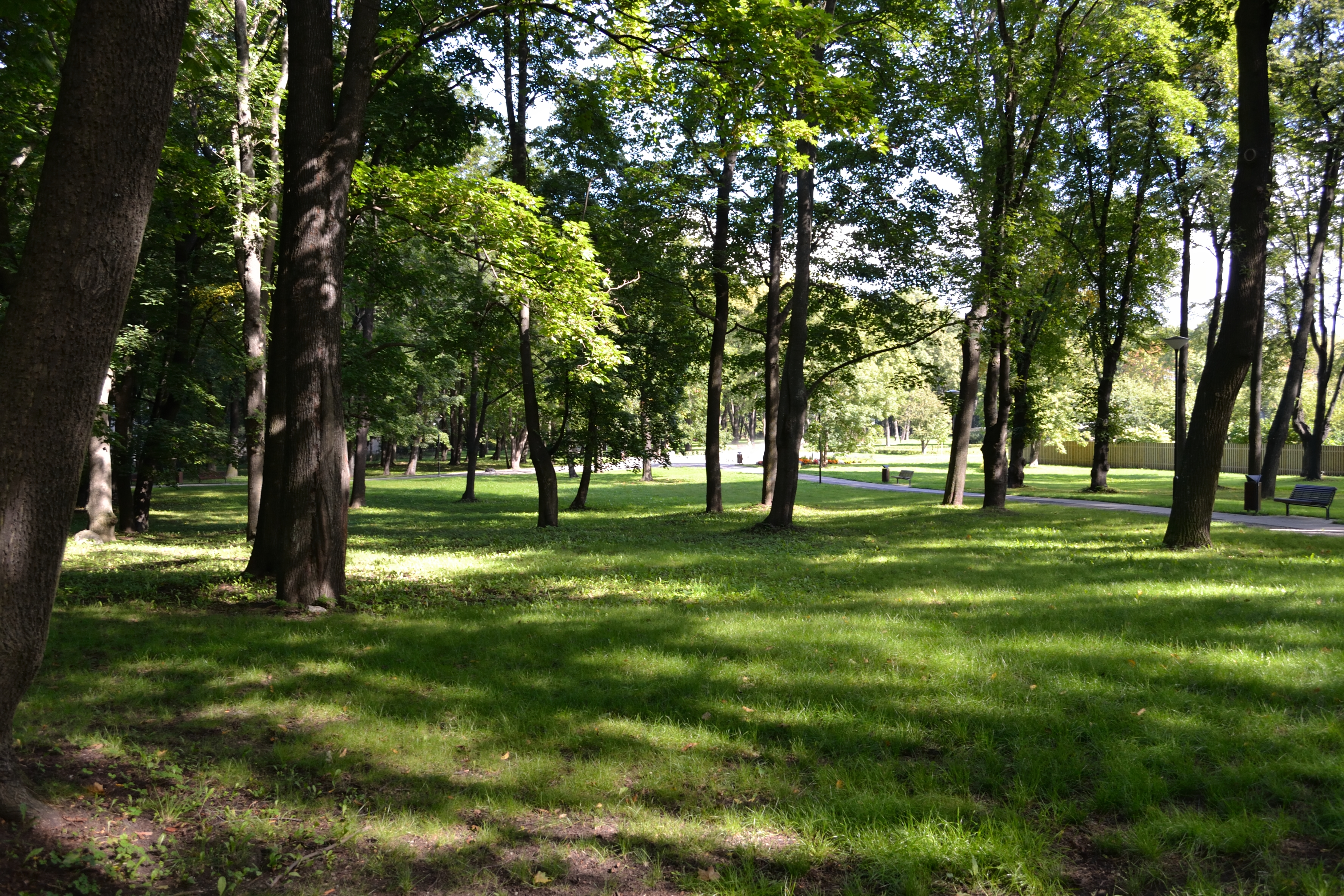
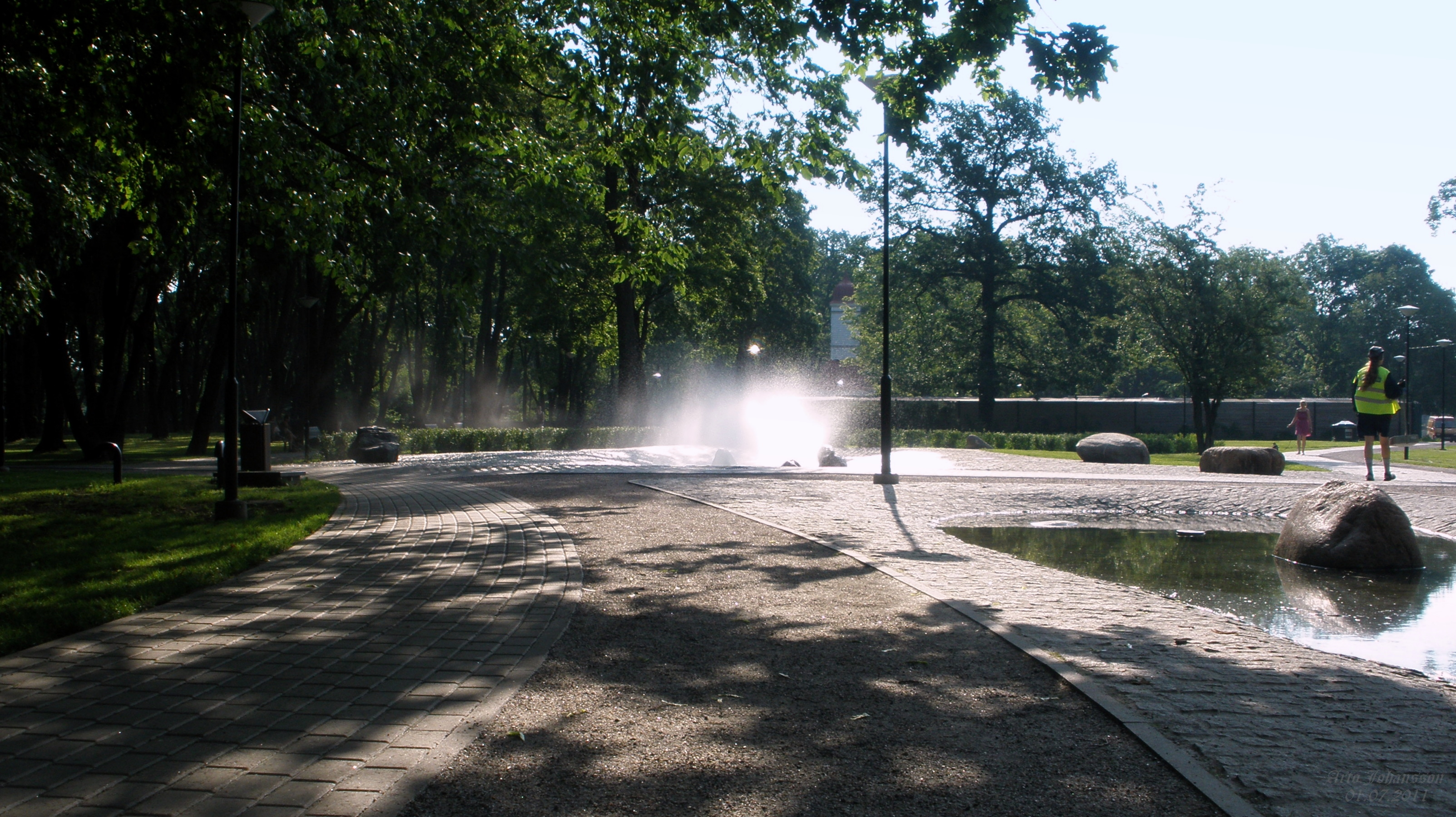
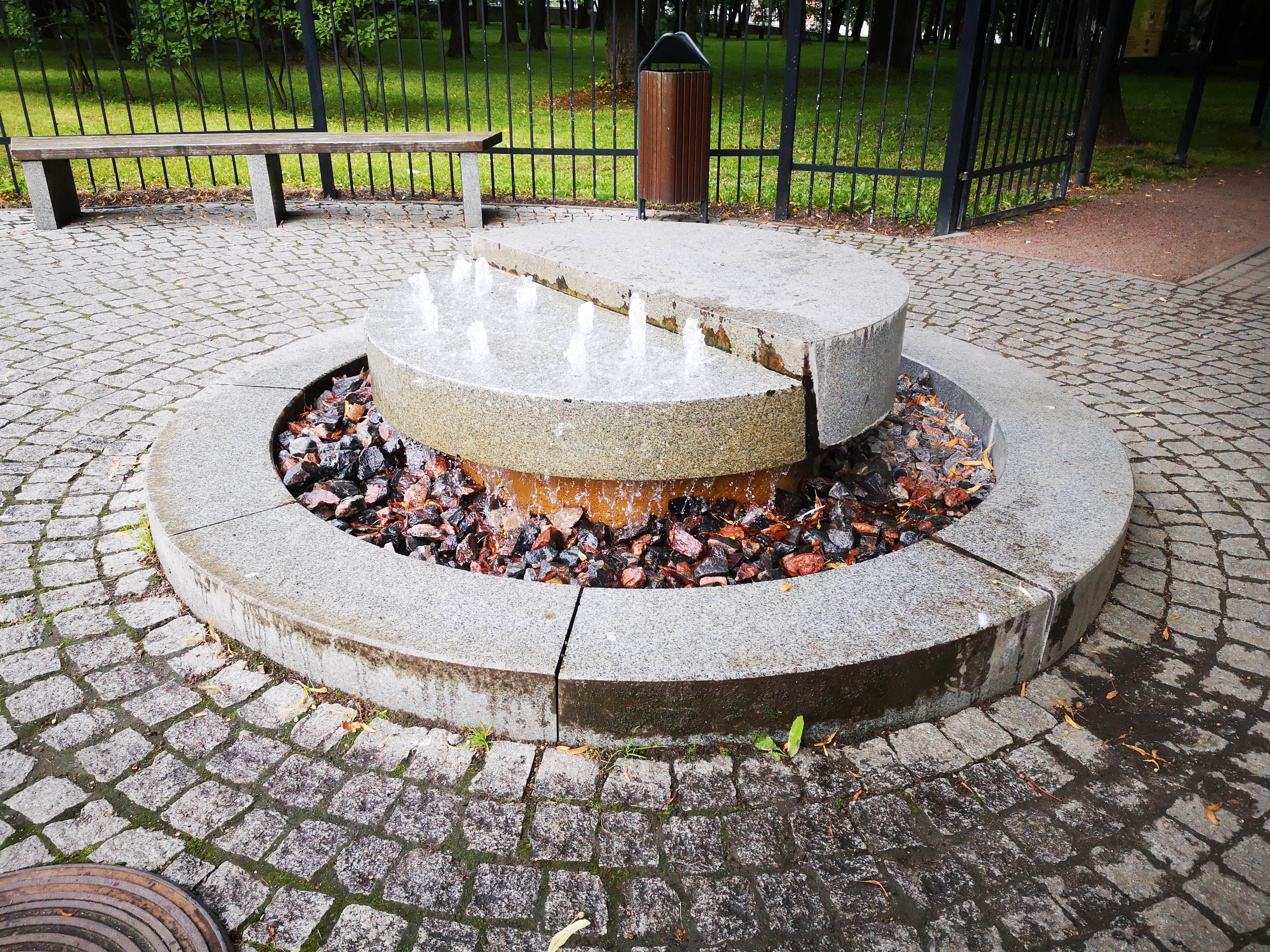
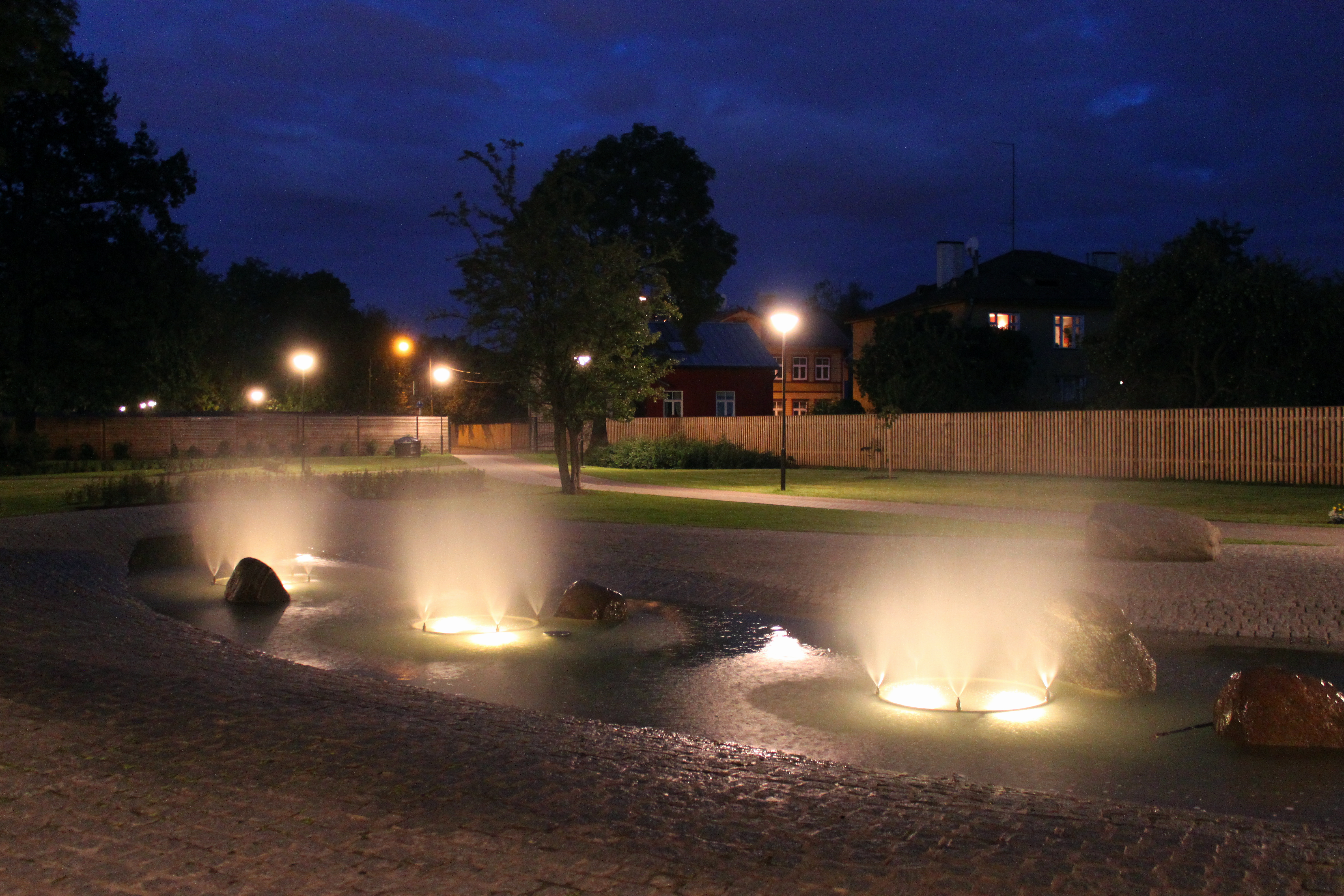
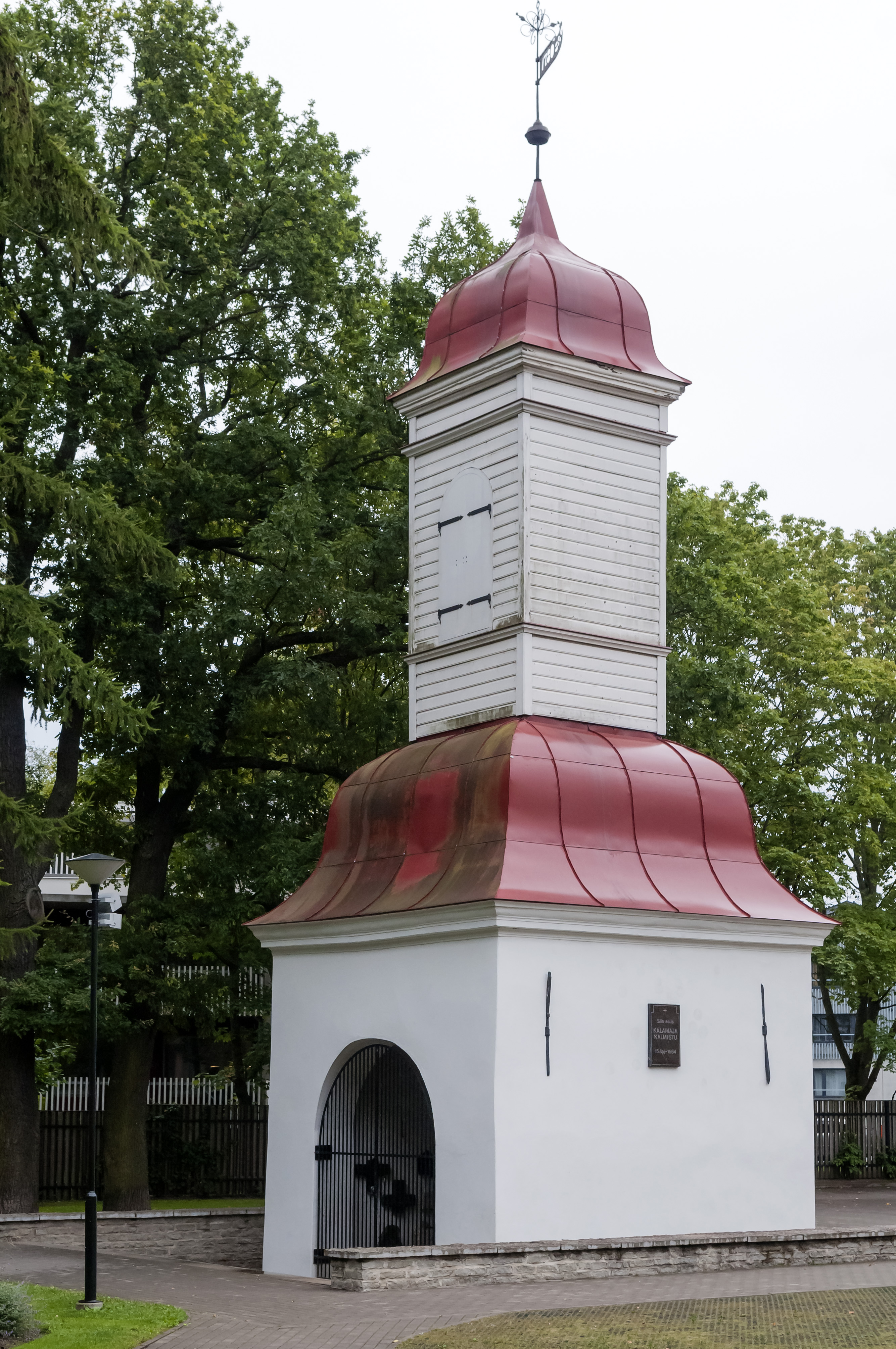